# Günter Kallmann
Günter Kallmann (* 19. November 1927 in Berlin; † 22. April 2016 ebenda) war ein deutscher Chorleiter, Sänger und Komponist.

## Leben und Werk

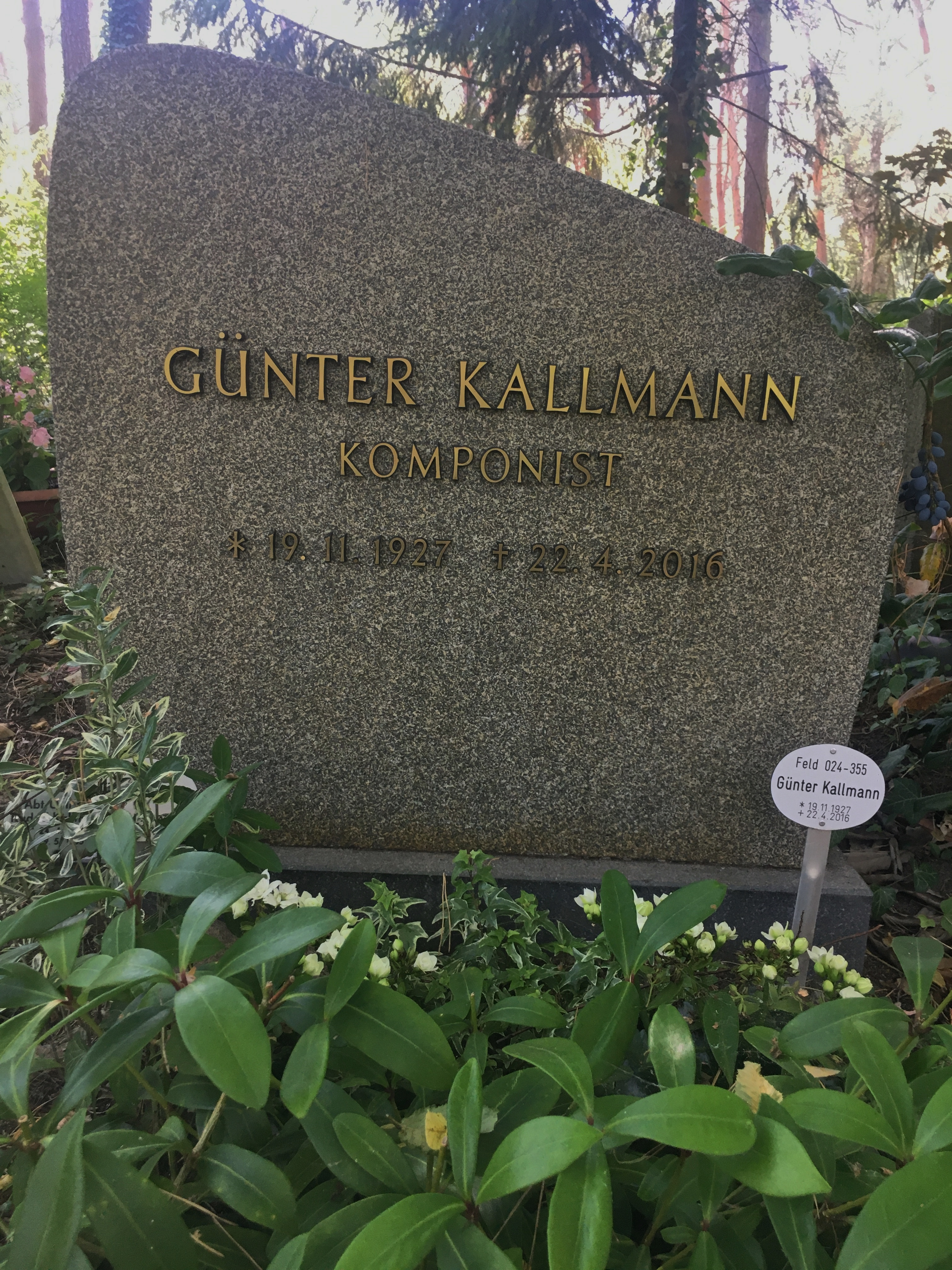
Grabstätte Günter Kallmann

Günter Kallmann studierte Musik in seiner Heimatstadt Berlin und arbeitete, inspiriert von seinem großen Vorbild Louis Armstrong, zunächst als Trompeter in diversen Bigbands, darunter den Orchestern von Kurt Widmann und Wolf Gabbe. Als Bariton-Sänger arbeitete er seit 1954 mit Gruppen wie den Ping-Pongs, die Willi Stanke, Klaus Gross, Rudolf Schock und Renate Holm begleiteten. Als Kontrabassist gehörte er zur von Alfons Zschockelt geleiteten Jazz-Band Halle, mit der er 1957 aufnahm. Im gleichen Jahr war er auch mit von ihm gegründeten Vocal-Gruppen wie den Monacos im Studio; weiterhin trat er mit den Ohios, Carawells, Rangers und Blue Stars auf. Seit 1958 war er Mitglied im Botho-Lucas-Chor.
1961 gründete er den Günter Kallmann Chor in Köln. Die erste Aufnahme war die Elisabethserenade, die ein weltweiter Erfolg wurde. Die Platte hielt sich 20 Wochen in den deutschen Charts, verkaufte sich über 500.000 Mal und erreichte Platz 3. Auch eine in den USA veröffentlichte LP kam in die Billboard-Charts und kletterte bis auf Platz 97. Diesen Hit konnte der Chor trotz seiner Popularität später nicht mehr wiederholen. Gleichwohl verhalfen 35 LPs, darunter acht goldene Schallplatten, dem Chor zu mehreren Tourneen in England, USA, Kanada und Südafrika. Im deutschen Fernsehen traten sie unter anderem 25 Mal im Blauen Bock, Werner Müllers Schlagermagazin und Helmut Zacharias’ Shows auf. Am 26. Februar 1966 gab der Chor ein Konzert vor 1500 Zuschauern in den südafrikanischen Cango Caves. Die Aufnahmen wurden noch im selben Jahr auf der LP In the Cango Caves with the Günter Kallman Choir nur in Südafrika veröffentlicht.
1970 begleitete der Chor die Kandidaten beim Vorentscheid Ein Lied für Amsterdam zum Eurovision Song Contest.
Kallmanns Platten erschienen im deutschsprachigen Bereich auf dem Polydor-Label, in den USA zuerst auf 4 Corners of the World, einem Unterlabel von Kapp Records, und dann ebenfalls auf Polydor. Über die Jahre erschienen Kallmanns Platten je nach Markt auch unter leicht abgewandelten Namen, so zum Beispiel The Gunter Kallmann Chorus (Wish Me a Rainbow, 1966), The Günter Kallmann Choir (Feeling Groovy, 1969) oder Kallmann Singers (Schlager Tanzparade ’69, 1969). Ende der 1960er Jahre wurden ein paar seiner Alben mit Cover-Versionen internationaler Pop-Hits von Norrie Paramor produziert.
Als Background begleitete der Chor neben vielen anderen Peter Alexander, Caterina Valente, Udo Jürgens, Bill Ramsey, Paul Anka, Roy Black, Gilbert Bécaud und Chris Roberts.
Mitglieder des Günter Kallmann Chores waren, außer ihm selbst als Chorleiter, Blanche Birdsong, Catrin Cremer, Martha Engelhardt, Bernd Golonsky, Ute Hellermann, die später die Ute Mann Singers gründete und Paul Kuhn heiratete, Charlie Koch, Luigi Pelliccioni, heute Teil des Schlagerduos Ann & Andy, Karl-Heinz Welbers sowie Ulla Wiesner.
2001 entdeckten mehrere britische Bands den Kallmann-Titel Daydream für sich und verwendeten ihn als Grundlage für neue Songs, darunter die I Monsters aus Sheffield, die Skinnys und die Beta Band. Die Trip-Hop-Band Portishead soll den Titel bereits 1994 für ihren Song Sour Times als „Inspirationsquelle“ genutzt haben. Der DJ Bob Lipitch aus Manchester, Gründer des Labels Chopped Herring, bastelte sich aus 80 Daydream-Platten das Logo für seine  Firma.
Seinen Lebensabend verbrachte Günter Kallmann, der sich 1985 zur Ruhe setzte, in Baden-Baden.
Günter Kallmann starb 2016 im Alter von 88 Jahren in Berlin. Sein Grab befindet sich auf dem Waldfriedhof Zehlendorf. (Feld 024-355)

## Trivia
Das amerikanische Militär soll gerüchteweise in den 1960er Jahren einen Titel des Kallmann-Chors, Lollipop and Roses, verwendet haben, um Personen im Verhör „mürbe“ zu machen. Darauf angesprochen, sagte Kallmann in einem Interview, das „ständige Glocken-Gebimmele“ auf seinen Platten habe selbst ihn irgendwann genervt, sei jedoch „nun mal das Markenzeichen“ des Chors gewesen.

## Diskografie
4 Corners of the World/Kapp (USA)
- 1965: Serenade for Elisabeth
- 1965: Serenade for a Lady in Love
- 1966: Songs for My Love
- 1966: Wish Me a Rainbow
- 1967: With All My Heart
- 1967: Call it Love
- 1967: The Gunter Kallmann Chorus Sings 28 Christmas Songs
- 1968: Live for Love
- 1968: The Gunter Kallmann Chorus in Hollywood
- 1968: Love Is Blue
- 1969: Once in Each Life
- 1970: Early in the Morning

Polydor (DE und andere)
- 1963: Elisabeth-Serenade
- 1964: Serenade im Schloßpark
- 1964: Liebe die nie vergeht
- 1965: Serenade am Meer (UK-Titel: Evening Serenade)
- 1966: In the Cango Caves with the Günter Kallman Choir (nur in Südafrika)
- 1967: Bei Glockenklang und Lichterglanz
- 1969: Schlager Tanzparade ’69
- 1969: Feeling Groovy
- 1969: Put a Little Love in Your Heart
- 1970: Die große Schlager-Tanzparade 2
- 1970: Christmas Sing-In
- 1971: Let’s Dance
- 2002: Lounge Legends: Gunter Kallmann Choir (Compilation auf CD)

## Chartplatzierungen

### Alben
| Jahr | Titel                  | Höchstplatzierung, Gesamtwochen, AuszeichnungChartsChartplatzierungen (Jahr, Titel, Platzierungen, Wochen, Auszeichnungen, Anmerkungen) | Anmerkungen |
| Jahr | Titel                  | US | Anmerkungen |
| ---- | ---------------------- | --- | ----------- |
| 1965 | Serenade for Elisabeth | US97 (10 Wo.)US |             |
| 1966 | Wish Me a Rainbow      | US126 (8 Wo.)US |             |

### Singles
| Jahr | Titel Album        | Höchstplatzierung, Gesamtwochen, AuszeichnungChartplatzierungen (Jahr, Titel, Album, Platzierungen, Wochen, Auszeichnungen, Anmerkungen) | Höchstplatzierung, Gesamtwochen, AuszeichnungChartplatzierungen (Jahr, Titel, Album, Platzierungen, Wochen, Auszeichnungen, Anmerkungen) | Höchstplatzierung, Gesamtwochen, AuszeichnungChartplatzierungen (Jahr, Titel, Album, Platzierungen, Wochen, Auszeichnungen, Anmerkungen) | Anmerkungen |
| Jahr | Titel Album        | DE | UK | US | Anmerkungen |
| ---- | ------------------ | --- | --- | --- | ----------- |
| 1964 | Elisabeth Serenade | DE3 (20 Wo.)DE | UK39 (3 Wo.)UK | — |             |
| 1966 | Wish Me a Rainbow  | — | — | US63 (8 Wo.)US |             |